# シプリアーノ・カストロ
シプリアーノ・カストロ・ルイス （スペイン語: Cipriano Castro Ruiz、1858年10月12日 - 1924年12月4日）は、ベネズエラの政治家、軍人。カウディーリョ。1899年から1908年まで独裁政治を執った。
アンデス山脈のタチラ州出身。牧童から牧場主となったが、1899年に中央集権的な憲法に対する地方の不満とコーヒー不況を背景にして、コロンビア領内で挙兵した。中央政府に宣戦を布告後、いくつかの小規模な戦闘に勝利し、首都カラカスに進軍。タチラ州出身者と共に独裁政権を樹立した。大統領任期を6年に延長し、普通選挙を撤廃した。国際関係では、1902年12月に債務支払いを要求したイギリス、イタリア、ドイツの海軍がラ・グアイラなどの主要港を襲撃したが、アメリカ合衆国の調停もあって不払いのまま解決した（なお、この時にドラゴ・ドクトリンが生まれた）。しかし、1908年にはアメリカとも関係が悪化した。病気療養のためパリに滞在中、副大統領フアン・ビセンテ・ゴメスが隙を突いてクーデターをおこしたため失脚し、そのまま亡命状態になった。1913年に反乱をおこしたが、翌年鎮圧された。1924年にプエルトリコの港湾都市サンフアンで死去。